# Эстрада (вид искусства)
Эстра́да (от фр. estrade, «подмостки, помост») — вид сценического искусства, преимущественно популярно-развлекательного характера, включающий такие направления, как пение, танец, цирк на сцене, иллюзионизм, разговорный жанр, пародия, клоунада. Иначе говоря, эстрада представляет собой разнообразную группу творческих лиц, представляющих как эстрадно-песенный жанр, так и разговорный и иные жанры сценического искусства.
Как вид культурно-экономической деятельности эстрада является составной частью шоу-бизнеса. С эстрадной музыкой также тесно связано понятие шлягера.
Искусство эстрады берёт своё начало во Франции, где в эпоху Второй империи оно получило большое развитие в кафе-концертах, а впоследствии — в театрах-варьете, мюзик-холлах и кабаре. В то время искусство французская эстрада отличалось политической заостренностью. Репертуар составляли в основном одноактные пьесы, цирковые и балетные номера, вокальная и инструментальная музыка, разговорный жанр, обозрения и т. п. Впоследствии искусство эстрады заметно утратило социальную значимость.

## Российские театры эстрады
- Московский театр эстрады
- Российский государственный театр «Сатирикон» имени Аркадий Райкина, Москва
- Театр эстрады имени А. И. Райкина,  Санкт-Петербург
- Уральский государственный театр эстрады, Екатеринбург.

## Классификация
Распространена классификация по жанру или иным характеристикам, например:
- Эстрадная песня (см. также российская поп-музыка);
- Танцевальная эстрада;
- Конферанс;
- Разговорный жанр (сатира, юмор, пародия);
- Цирковые элементы (например: иллюзионизм, клоунада).